# Luz de conducción nocturna enmascarada

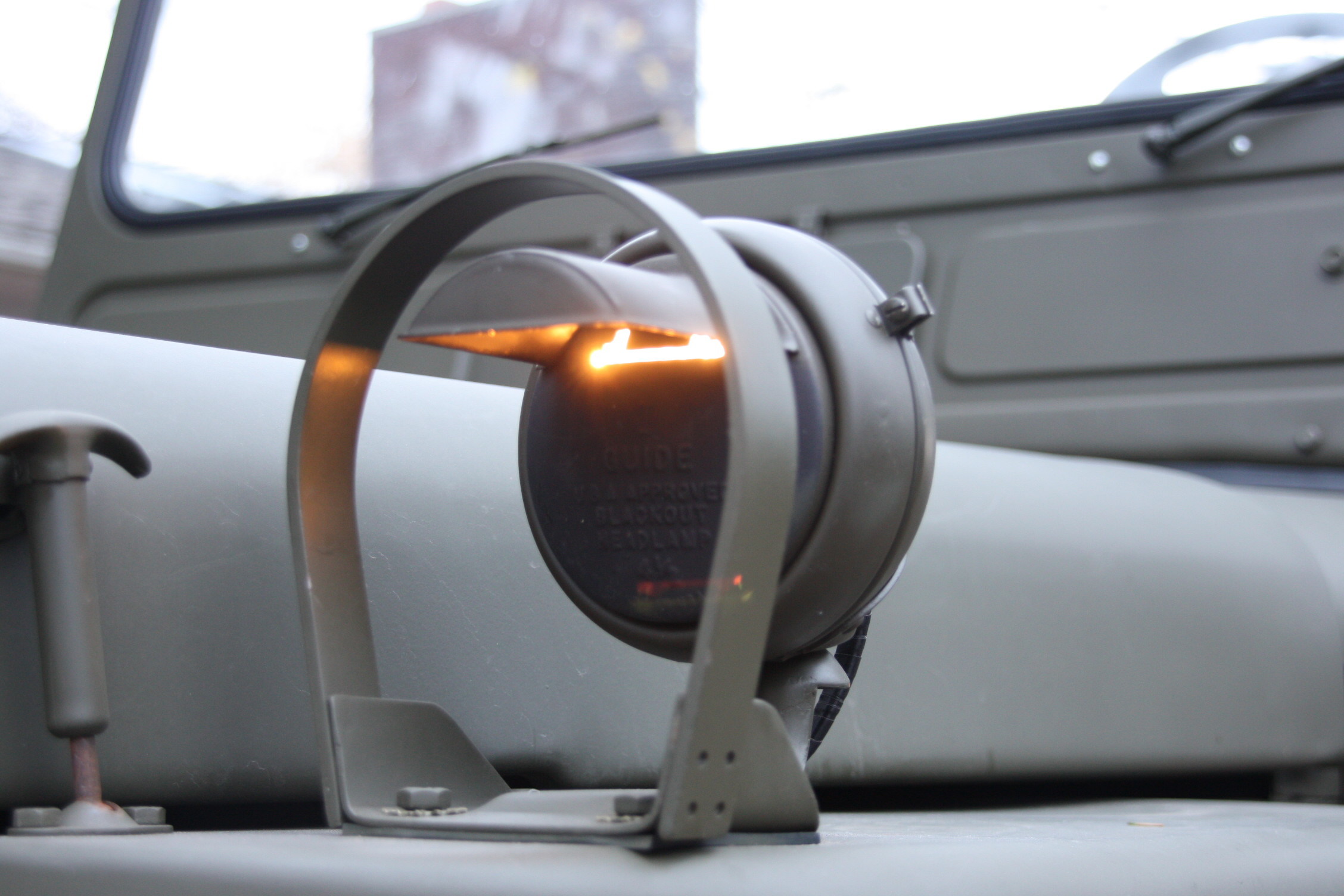
Luz de conducción nocturna enmascarada

El término luz de conducción nocturna enmascarada hace referencia a un tipo de faros utilizados en iluminación automotriz, equipados con unas lentes especiales diseñadas para emitir un haz de luz horizontal difuso que permite tanto el guiado del vehículo, como ser detectado por los conductores de otros vehículos. En el ámbito militar, están diseñadas para usarse en los convoyes que circulan de noche, cuando es necesario que los vehículos se mantengan visibles entre sí, pero limitando su visibilidad por parte del enemigo.

## Tipos

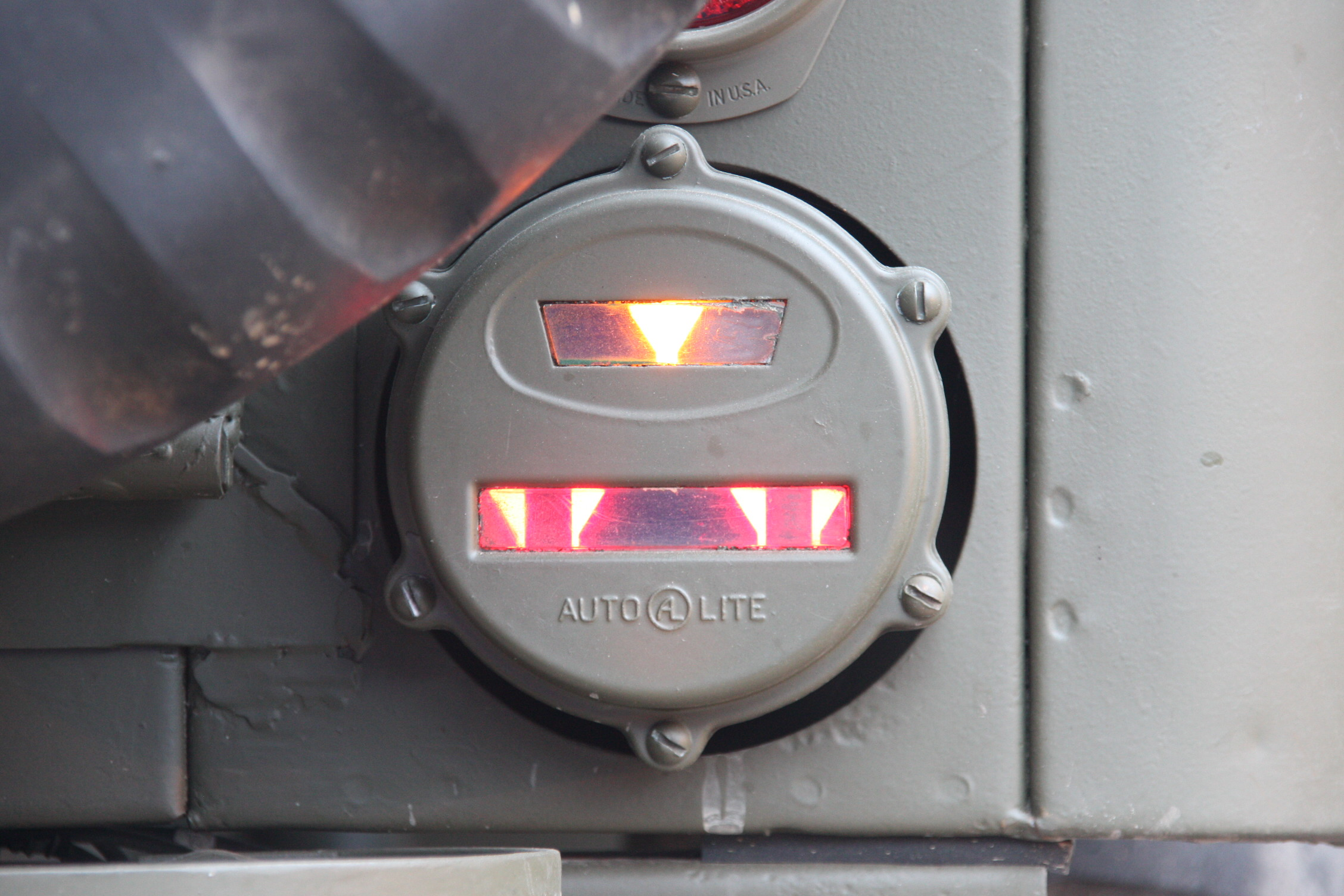
Luces de señalización enmascaradas de color rojo (abajo) y luces de freno blancas (arriba)

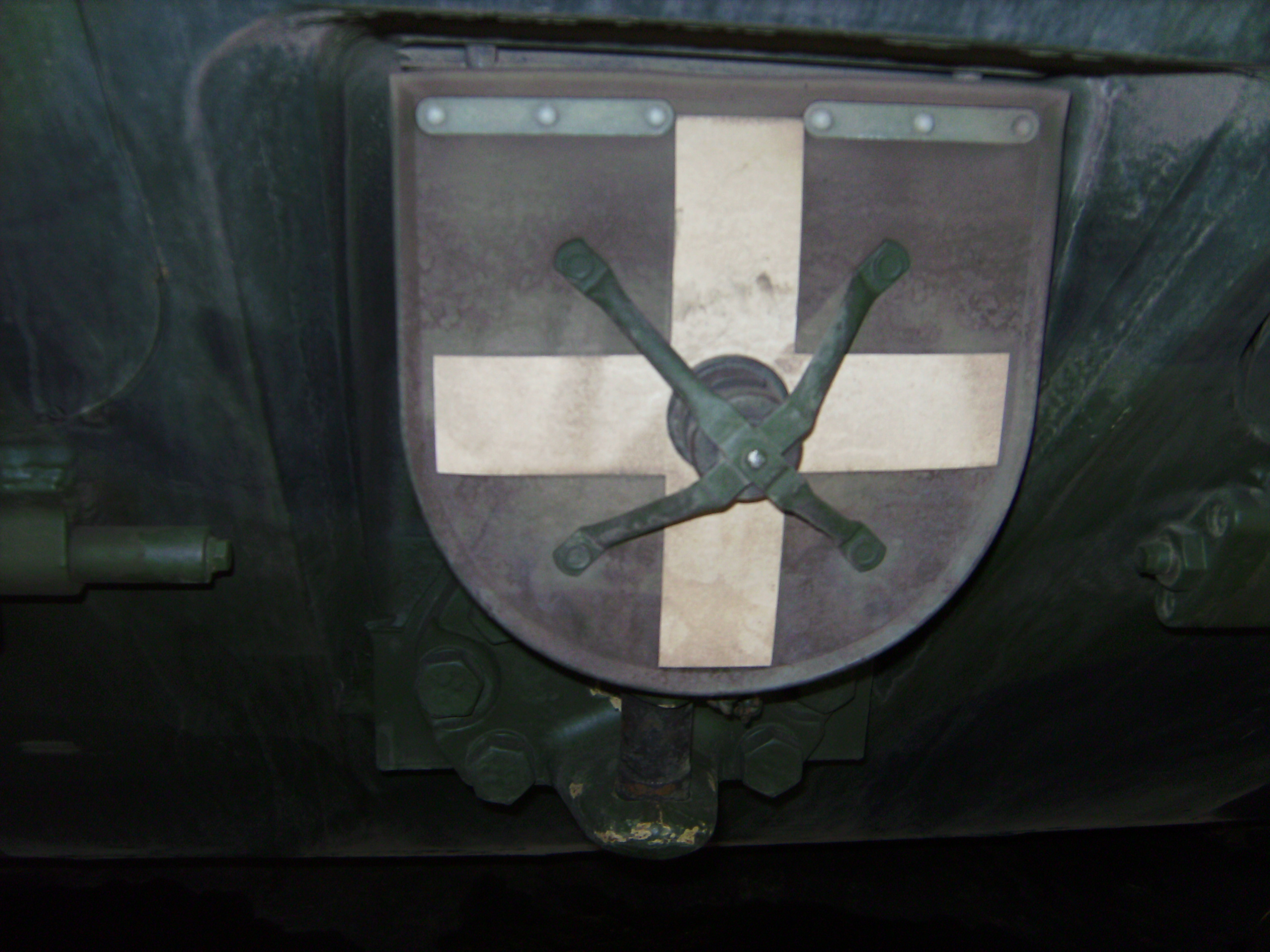
Cruz de guía trasera utilizada en los convoyes de la OTAN

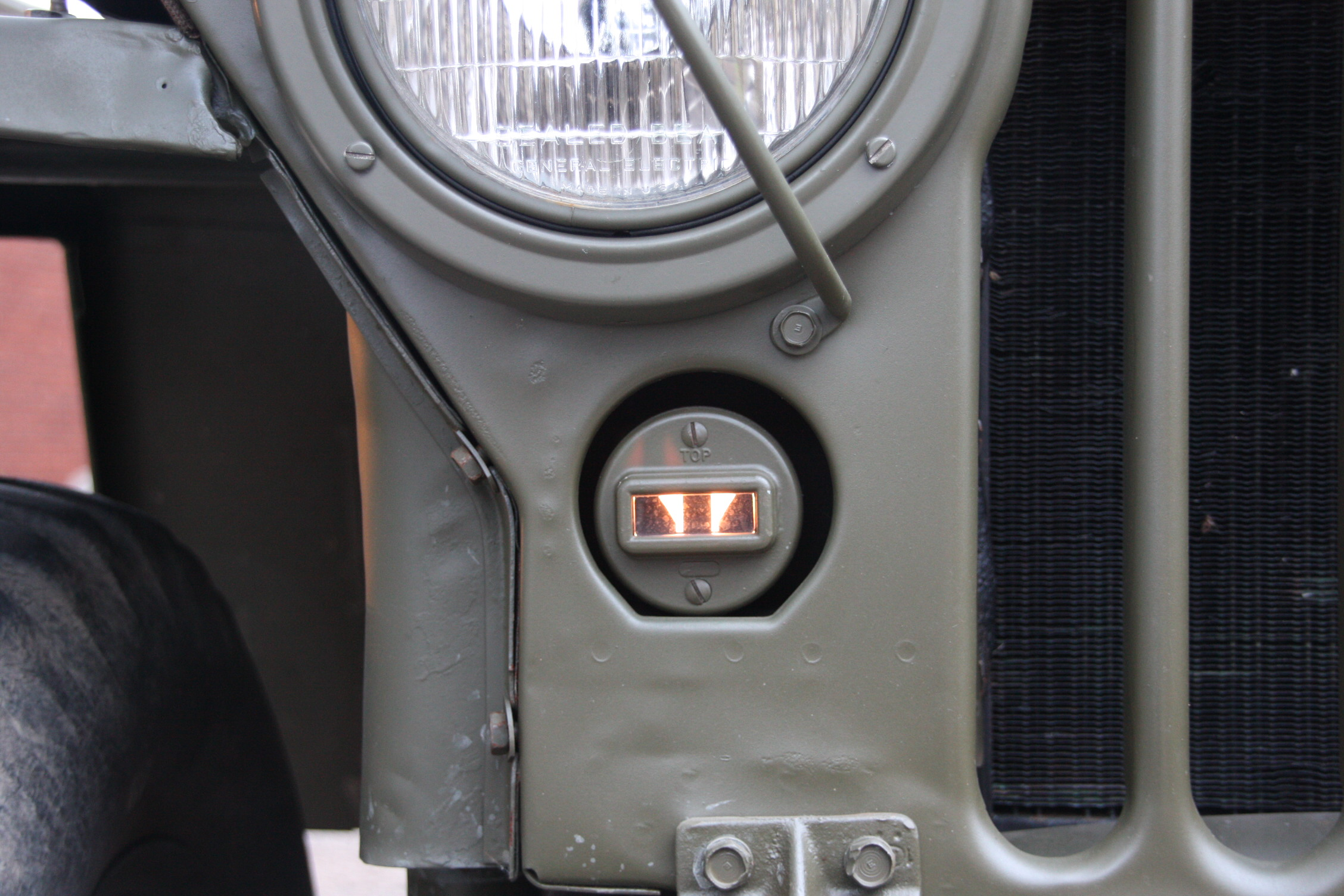
Luz enmascarada frontal

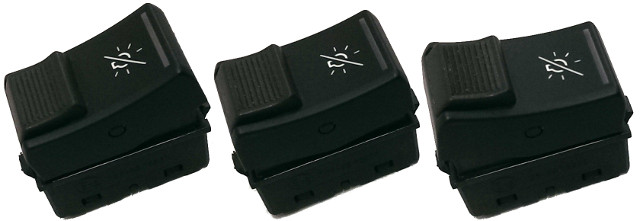
Interruptor moderno para los modos Normal, Enmascarado y Convoy

### Luces de conducción enmascaradas
Las luces de conducción enmascaradas se montan en el lado del conductor, generalmente sobre el guardabarros o la calandra. Emiten un haz de luz blanca difusa que sustituye a las luces de los faros normales al conducir en condiciones de oscuridad. Su objetivo es proporcionar la luz suficiente para que el conductor pueda guiar el vehículo con seguridad. Al estar parcialmente cubiertas, solo se ven cuando se mira directamente hacia ellas. Con el uso de instrumentos de visión nocturna, se puede aumentar su eficacia.

### Luces de posición enmascaradas
- Las luces de posición delanteras suelen instalarse debajo o a un lado de los faros delanteros del vehículo. Su función es hacer visible el vehículo a los conductores que vienen en sentido contrario o para que el conductor pueda ver por los espejos si hay un vehículo detrás.

- Las luces enmascaradas de posición traseras suelen estar alojadas en la misma unidad que las luces traseras del vehículo y son la herramienta principal para mantener la distancia de seguridad adecuada al conducir en convoyes de noche.

Las luces de posición enmascaradas sirven para marcar la posición del vehículo durante la conducción en convoyes de noche para mantener la distancia de seguridad adecuada. Las luces de posición militares de EE. UU. están diseñadas con una serie de "ojos de gato" que se ven diferentes según la distancia del vehículo equipado con las luces. Cuando la distancia de seguimiento es excesiva, las luces de posición traseras se muestran como una sola luz roja y, cuando están demasiado cerca, como cuatro luces rojas independientes. Cuando se mantiene la distancia de seguimiento correcta de 60 a 180 pies (18 a 55 m), las luces traseras se muestran como dos luces rojas.

### Luces de freno enmascaradas
Las luces de freno enmascaradas sustituyen a la luz de freno normal cuando se opera en condiciones de oscuridad. En los vehículos militares estadounidenses, al aplicar los frenos en modo de oscuridad, la luz de freno se muestra como una luz blanca. Las luces de freno enmascaradas suelen estar en el mismo conjunto de luces traseras.

### Faros enmascarados
El término faros enmascarados puede hacer referencia a luces de posición enmascaradas delanteras o a las luces de conducción enmascaradas, según el vehículo que las tenga.

## Controles
Los vehículos militares equipados con luces enmascaradas poseen un interruptor especial para controlar las luces del vehículo. Este interruptor evita que los faros o cualquier otra luz del vehículo se enciendan accidentalmente. Para ello, se requiere un bloqueo en el interruptor que debe presionarse antes de encender las luces.